# Saison 1995 de l'équipe cycliste Chazal-MBK-König
La saison 1995 de l'équipe cycliste Chazal-MBK-König est la quatrième de cette équipe, lancée en 1992 et dirigée par Vincent Lavenu.

## Coureurs et encadrement technique

### Effectif
L'équipe est composée de 15 coureurs et 3 stagiaires,,.
| Cycliste              | Date de naissance | Nationalité | Équipe 1994                             |
| --------------------- | ----------------- | ----------- | --------------------------------------- |
| Miguel Arroyo         | 6 décembre 1966   | Mexique     | Chazal-MBK-König                        |
| Jean-François Bernard | 2 mai 1962        | France      | Banesto                                 |
| Jean-Pierre Bourgeot  | 25 novembre 1968  | France      | Chazal-MBK-König                        |
| Gilles Bouvard        | 30 octobre 1969   | France      | Chazal-MBK-König                        |
| Pascal Chanteur       | 9 février 1968    | France      | Chazal-MBK-König                        |
| Bruno Cornillet       | 8 février 1963    | France      | Novemail-Histor-Laser Computer          |
| Jimmy Delbove         | 7 octobre 1968    | France      | Chazal-MBK-König                        |
| Gilles Delion         | 5 août 1966       | France      | Castorama                               |
| Arturas Kasputis      | 26 février 1967   | Lituanie    | Chazal-MBK-König                        |
| Jaan Kirsipuu         | 17 juillet 1969   | Estonie     | Chazal-MBK-König                        |
| Martial Locatelli     | 31 juillet 1971   | France      | Chazal-MBK-König                        |
| Philippe Louviot      | 14 mars 1964      | France      | Novemail-Histor-Laser Computer          |
| Christophe Manin      | 12 juillet 1966   | France      | Chazal-MBK-König                        |
| Christophe Mengin     | 3 septembre 1968  | France      | VS Anould (équipe amateur)              |
| Marco Vermey          | 11 juin 1965      | Pays-Bas    | Chazal-MBK-König                        |
| Stagiaire             | Date de naissance | Nationalité | Équipe 1995                             |
| Frédéric Bessy        | 9 janvier 1972    | France      | VC Lyon-Vaulx-en-Velin (équipe amateur) |
| Jean-Yves Duzellier   | 14 septembre 1970 | France      | ASPTT Mulhouse (équipe amateur)         |
| Sébastien Guénée      | 24 décembre 1972  | France      | Bernard Sports (équipe amateur)         |

### Encadrement
L'équipe est dirigée par Vincent Lavenu et Laurent Biondi.

## Bilan de la saison

### Victoires
L'équipe remporte 5 victoires ,,.
| Date       | Course                                 | Pays    | Classe | Vainqueur         |
| ---------- | -------------------------------------- | ------- | ------ | ----------------- |
| 10/06/1995 | 4e étape A des Quatre jours de l'Aisne | France  | Open   | Jaan Kirsipuu     |
| 07/08/1996 | 6e épreuve de la Mi-août bretonne      | France  | Open   | Martial Locatelli |
| 23/08/1995 | 2e étape du Tour du Poitou-Charentes   | France  | Open   | Jaan Kirsipuu     |
| 24/08/1995 | 3e étape du Tour du Poitou-Charentes   | France  | Open   | Jaan Kirsipuu     |
| 17/11/1995 | 13e étape de la Ruta Mexico            | Mexique | 2.4    | Marco Vermey      |